# Волошин Андрій Максимович
Волошин Андрій Максимович (14.09.1906, с.Калюжине Кегичівського району Харківської області — 23.11.1974) — Почесний громадянин Зіньківщини (посмертно). До війни працював комсоргом, політруком Зіньківської МТС, був головою Зіньківської міської ради. Із жовтня 1941 року — в лавах Червоної Армії. Нагороджений двома орденами Червоної Зірки, орденом Вітчизняної Війни ІІ ступеня.
Командував 295-м гвардійським стрілецьким полком. За визвольні бої в Білорусі командир полку, гвардії підполковник А. М. Волошин Указом Президії Верховної Ради СРСР 24 березня 1945 року вдостоєний звання Героя Радянського Союзу із врученням ордена Леніна та медалі «Золота Зірка».
Після закінчення війни проживав у Сумській області.